# Катастрофа Boeing 727 под Кукутой
Катастрофа Boeing 727 под Кукутой — крупная авиационная катастрофа, произошедшая в четверг 17 марта 1988 года в окрестностях Кукуты. Вскоре после взлёта Boeing 727-21 компании Avianca столкнулся с горой, в результате чего погибли 143 человека. На момент событий это была крупнейшая авиакатастрофа в Колумбии.

## Самолёт
Boeing 727-21 с бортовым номером HK-1716 (заводской — 18999, серийный — 240) был выпущен корпорацией The Boeing Company в 1966 году и свой первый полёт совершил 8 марта. Его три турбореактивных двигателя были модели Pratt & Whitney JT8D-7 и развивали тягу по 12 600 фунтов. Первым собственником самолёта стала авиакомпания Pan American, которая получила его 16 марта и в которой он эксплуатировался с бортовым номером N321PA и именем Clipper Koln-Bonn. 20 сентября 1974 года он поступил в авиакомпанию Avianca, в связи с чем был перерегистрирован и получил новый бортовой номер HK-1716 и имя Antonio Villavicencio. Всего на момент катастрофы авиалайнер имел 43 848 часов налёта.

## Катастрофа
Самолёт выполнял регулярный внутренний рейс AV410 из Кукуты в Картахену. На его борту находились 7 членов экипажа и 136 пассажиров. В 13:14 авиалайнер взлетел с ВПП 33 аэропорта Кукуты и начал набор высоты, когда спустя всего несколько минут в 13:17 связь с ним прекратилась. По свидетельствам очевидцев на земле, Боинг летел на относительно небольшой высоте, пока не зацепил деревья на склоне горы Эль-Эспартильо высотой 6343 футов (1933 метров). Потеряв скорость, самолёт в 13:18:01 врезался в склон и взорвался. Обломки разбросало в радиусе 60 метров.
В катастрофе погибли все 143 человека на борту. На тот момент это была крупнейшая авиакатастрофа в Колумбии. На 2013 год она занимает второе место по этому показателю, так как в 1995 году её превзошла катастрофа Boeing 757 под Кали, который также врезался в гору, при этом погибли 159 человек.

## Причины
Согласно заключению комиссии основными причинами катастрофы стали:
1. Нарушения в работе экипажа:
  1. Отвлечение командира экипажа от управления самолётом, отсутствие надлежащего контроля за исполнением обязанностей вторым пилотом;
  2. Неоправданное присутствие в кабине и вмешательство в управление лиц, имеющих доступ в кабину;
  3. Продолжение визуального полёта в сложных метеоусловиях;
2. Присутствие посторонних лиц в кабине, что отвлекало пилотов.

Способствовали катастрофе такие факторы как отсутствие взаимодействия между пилотами, спешка с вылетом и попытка наверстать отставание от расписания после задержки в аэропорту вылета по техническим причинам.